# Deining
Deining település Németországban, azon belül Bajorországban. Lakosainak száma 5394 fő (2023. december 31.). Deining Neumarkt in der Oberpfalz és Sengenthal községekkel határos.

## Népesség
A település népessége az elmúlt években az alábbi módon változott:
| Lakosok száma | 671  | 784  | 929  | 3360 | 4347 | 4389 | 4586 | 4658 | 5129 | 5394 |
|               | 1875 | 1950 | 1975 | 1987 | 2012 | 2014 | 2016 | 2017 | 2021 | 2023 |